# Каличина
Каличина је насеље у Србији у општини Књажевац у Зајечарском округу. Према попису из 2022. било је 180 становника (према попису из 1991. било је 298 становника).

## Демографија
У насељу Каличина живи 159 пунолетна становника, а просечна старост становништва износи 48,2 година (45,9 код мушкараца и 50,9 код жена). У насељу има 57 домаћинства, а просечан број чланова по домаћинству је 3,16.
Ово насеље је у потпуности насељено Србима (према попису из 2002. године), а у последња три пописа, примећен је пад у броју становника.
|  |

| Демографија | Демографија | Демографија |
| Година      | Становника  | Становника  |
| ----------- | ----------- | ----------- |
| 1948.       | 316         |             |
| 1953.       | 313         |             |
| 1961.       | 304         |             |
| 1971.       | 266         |             |
| 1981.       | 310         |             |
| 1991.       | 298         | 298         |
| 2002.       | 256         | 259         |
| 2011.       | 212         |             |
| 2022.       | 180         |             |

| Етнички састав према попису из 2002.‍ | Етнички састав према попису из 2002.‍ | Етнички састав према попису из 2002.‍ | Етнички састав према попису из 2002.‍ | Етнички састав према попису из 2002.‍ |
| ------------------------------------ | ------------------------------------ | ------------------------------------ | ------------------------------------ | ------------------------------------ |
|                                      |                                      |                                      |                                      |                                      |
| Срби                                 | Срби                                 |                                      | 256                                  | 100,0%                               |
| непознато                            | непознато                            |                                      | 0                                    | 0,0%                                 |

| Година пописа     | 1948. | 1953. | 1961. | 1971. | 1981. | 1991. | 2002. |
| ----------------- | ----- | ----- | ----- | ----- | ----- | ----- | ----- |
| Број домаћинстава | 68    | 68    | 68    | 64    | 76    | 72    | 71    |

| Број чланова      | 1  | 2  | 3 | 4  | 5  | 6 | 7 | 8 | 9 | 10 и више | Просек |
| ----------------- | -- | -- | - | -- | -- | - | - | - | - | --------- | ------ |
| Број домаћинстава | 14 | 12 | 7 | 13 | 11 | 9 | 4 | 1 | 0 | 0         | 3,61   |

| Пол    | Укупно | Неожењен/Неудата | Ожењен/Удата | Удовац/Удовица | Разведен/Разведена | Непознато |
| ------ | ------ | ---------------- | ------------ | -------------- | ------------------ | --------- |
| Мушки  | 108    | 28               | 70           | 8              | 2                  | 0         |
| Женски | 118    | 11               | 72           | 33             | 2                  | 0         |
| УКУПНО | 226    | 39               | 142          | 41             | 4                  | 0         |

| Пол    | Укупно                    | Пољопривреда, лов и шумарство | Рибарство                            | Вађење руде и камена | Прерађивачка индустрија       |
| ------ | ------------------------- | ----------------------------- | ------------------------------------ | -------------------- | ----------------------------- |
| Мушки  | 41                        | 8                             | 0                                    | 0                    | 20                            |
| Женски | 33                        | 1                             | 0                                    | 0                    | 24                            |
| УКУПНО | 74                        | 9                             | 0                                    | 0                    | 44                            |
| Пол    | Производња и снабдевање   | Грађевинарство                | Трговина                             | Хотели и ресторани   | Саобраћај, складиштење и везе |
| Мушки  | 2                         | 1                             | 4                                    | 2                    | 1                             |
| Женски | 0                         | 0                             | 3                                    | 0                    | 0                             |
| УКУПНО | 2                         | 1                             | 7                                    | 2                    | 1                             |
| Пол    | Финансијско посредовање   | Некретнине                    | Државна управа и одбрана             | Образовање           | Здравствени и социјални рад   |
| Мушки  | 0                         | 1                             | 1                                    | 0                    | 0                             |
| Женски | 0                         | 1                             | 1                                    | 0                    | 3                             |
| УКУПНО | 0                         | 2                             | 2                                    | 0                    | 3                             |
| Пол    | Остале услужне активности | Приватна домаћинства          | Екстериторијалне организације и тела | Непознато            | Непознато                     |
| Мушки  | 0                         | 0                             | 0                                    | 1                    | 1                             |
| Женски | 0                         | 0                             | 0                                    | 0                    | 0                             |
| УКУПНО | 0                         | 0                             | 0                                    | 1                    | 1                             |